# Kilian Fischhuber

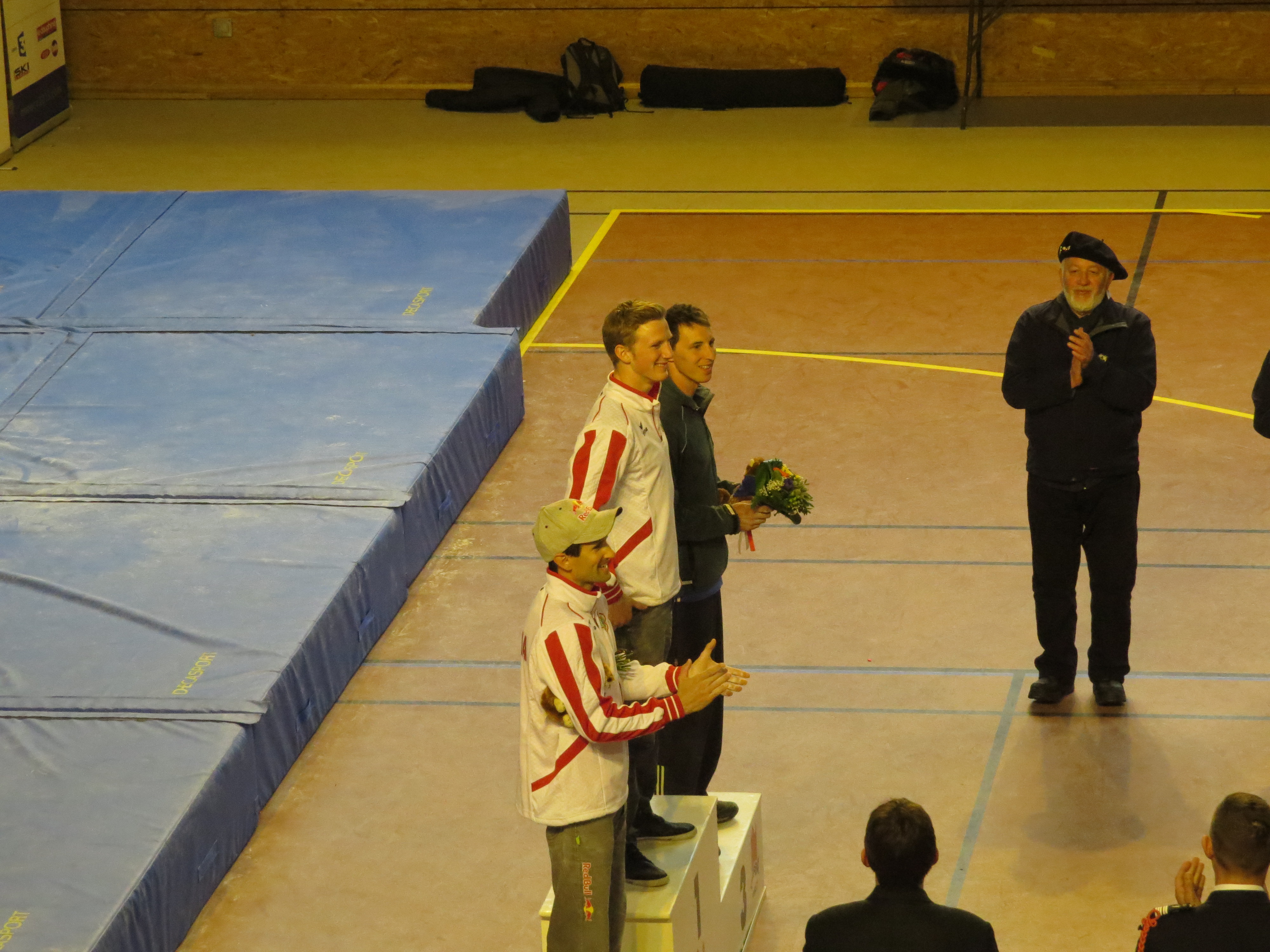
Zimowe igrzyska wojskowe 2013 (Annecy). Podium w boulderingu. Stoją od lewej; Kilian Fischhuber AUT (2 m.), Jakob Schubert AUT (1 m.) oraz Klemen Bečan SLO (3 m.)

Kilian Fischhuber (ur. 1 sierpnia 1983 w Waidhofen an der Ybbs) – austriacki alpinista i wspinacz sportowy. Specjalizował się w boulderingu, w prowadzeniu oraz we wspinaczce klasycznej. Dwukrotny wicemistrz świata we wspinaczce sportowej w konkurencji boulderingu z 2005 oraz z 2012. Mistrz Europy we wspinaczce sportowej z 2013 z Eindhoven w konkurencji boulderingu.

## Kariera sportowa
W 2005 w Monachium oraz w 2012 w Paryżu wywalczył tytuł wicemistrza świata we wspinaczce sportowej, w konkurencji boulderingu.
Na mistrzostwach Europy zdobył komplet medali we wspinaczce sportowej, w konkurencji boulderingu; złoty w 2013 w Eindhoven, srebrny w 2008 w Paryżu, a brązowy w 2010 roku w Innsbrucku.
W Dolina Aosty w 2010 podczas zimowych igrzysk wojskowych we wspinaczce sportowej zdobył srebrny medal w prowadzeniu, a w 2013 w Annecy w boulderingu.
Wielokrotny uczestnik, medalista prestiżowych zawodów wspinaczkowych Rock Master  we włoskim Arco, gdzie zdobył 3 złote medale.

## Osiągnięcia

### Mistrzostwa świata
| Konkurencje | 2001 | 2003  | 2005 | 2007 | 2009 | 2011 | 2012 | 2014 |
| Bouldering  | 10   | 5     | 2    | 11   | 5    | 4    | 2    | 11   |
| Prowadzenie | 26   | 50-51 | —    | —    | —    | —    | —    | —    |

### Mistrzostwa Europy
| Konkurencje | 2004 | 2007  | 2008 | 2010 | 2013 |
| Bouldering  | 13   | 23-25 | 2    | 3    | 1    |

### Zimowe igrzyska wojskowe
| Konkurencje | 2010 | 2013 |
| Bouldering  | —    | 2    |
| Prowadzenie | 2    | —    |

### Rock Master
| Konkurencje | 2000  | 2001 | 2003 | 2005 | 2006 | 2008 | 2009 | 2010 |
| Bouldering  | 12-16 | 5-8  | 5    | 4    | 1    | 1    | 1    | 5    |